# Sumbawa (lud)
Sumbawa, Sumbawańczycy, także: Semawa, Samawa (Tau Samawa) – indonezyjska grupa etniczna zamieszkująca zachodnią część wyspy Sumbawa w archipelagu Małych Wysp Sundajskich. Ich populacja wynosi 500 tys. osób.
W przeważającej mierze wyznają islam, utrzymują także wierzenia tradycyjne. Posługują się własnym językiem sumbawa z wielkiej rodziny austronezyjskiej. W użyciu jest także narodowy język indonezyjski, który częściowo wypiera rodzimy język.
Zajmują się rolnictwem ręcznym opartym na systemie żarowym. Uprawiają przede wszystkim ryż. Hodują bawoły, drób i mniejszą rogaciznę. Rozwinęli handel, sprzedają drogie gatunki drzew, rattan i wosk; w przeszłości byli jednym z głównych dostawców bawołów w Indonezji. Pożywienie głównie pochodzenia roślinnego (ryż i kukurydza z ostrymi przyprawami), mięso jest zarezerwowane dla świąt.
Organizacja społeczna opiera się na patrylinearnym systemie pokrewieństwa. Małżeństwo ma charakter patrylokalny. Rodzina jest mała, monogamiczna. Poligamia jest dozwolona, ale rzadko praktykowana. Zachowało się wiele elementów tradycyjnych wierzeń i praktyk (w tym obrzędy lecznicze).